# Olga Kulchynska
Olga Kulchynska (ukrainisch Ольга Кульчинська Olha Kultschynska, russisch Ольга Кульчинская Olga Kultschinskaja; geboren am 12. Juli 1990 in Riwne, Ukrainische SSR) ist eine ukrainische Sopranistin, die dem Jungen Ensemble des Bolschoi angehörte und seit 2017 an zahlreichen Bühnen Europas und in New York auftritt.

## Leben und Werk
Olga Kulchynska wurde in eine Musikerfamilie hineingeboren. Ihr Großvater ist ein geehrter Künstler der Ukraine, ihre Eltern haben sich ihr ganzes Leben lang mit Musik beschäftigt. Schon in jungen Jahren studierte Olga an einer örtlichen Musikschule, wo sie Cello lernte.
Kulchynska studierte an der Nationalen Musikakademie der Ukraine Peter Tschaikowski in Kiew, sang am dortigen Opernstudio die Gianetta in Donizettis L’elisir d’amore und die Gräfin in Mozarts Le nozze di Figaro, und nahm an zahlreichen Wettbewerben teil, von denen sie einige für sich entscheiden konnte. Im September 2013 wurde sie ins Young Artists Opera Program des Moskauer Bolschoi-Theaters aufgenommen. In dessen großen Haus ist sie bereits Frasquita in Bizets Carmen, als 2. Dame in Mozarts Zauberflöte und als Marfa, der Titelrolle von Rimski-Korsakows Die Zarenbraut aufgetreten. In dieser Rolle gastierte sie im April 2014 mit großem Erfolg auch im Rahmen eines Bolschoi-Gastspiels konzertant im Theater an der Wien, es dirigierte Gennady Rozhdestvensky.
Internationale Bekanntheit erlangte sie durch zwei Debüts in Mitteleuropa – als Susanna in Mozarts Le nozze di Figaro an der Bayerischen Staatsoper in München und als Giulietta in Bellinis I Capuleti e i Montecchi am Opernhaus Zürich, dessen Ensemble sie seit der Spielzeit 2018/19 angehört. In Zürich war sie u. a. als Adina in L’elisir d’amore, als Zerlina im Don Giovanni, als Gretel in Humperdincks Oper Hänsel und Gretel und als Léïla in Bizets Les Pêcheurs de perles zu sehen und hören. In München sprang sie am 6. Juli 2018 für Pretty Yende ein und übernahm die Adina. Im Februar 2020 sang sie an der Bayerischen Staatsoper die Pamina in der Zauberflöte und bei den Münchner Opernfestspielen im Juli 2021 die Ilia in Idomeneo. Mit einer ihrer Paraderollen, der Musetta in Puccinis La Bohème, gastierte sie am Gran Teatre del Liceu in Barcelona und an der Metropolitan Opera in New York. Weitere Gastspiele führten sie an die Opéra National de Paris. Das Debüt an der Wiener Staatsoper, an der sie am 21. Februar 2021 COVID-19-bedingt ohne Publikum die Micaëla in der Carmen-Fernsehproduktion von Calixto Bieito singen sollte, wurde krankheitsbedingt verschoben. Sie sang diese Rolle dann im April 2022 viermal an der Wiener Staatsoper.
Im Oktober 2022 war sie an De Nationale Opera in Amsterdam als Gänsemagd in Humperdincks Königskinder besetzt. Ihr Tenorpartner war Daniel Behle. Es inszenierte Christof Loy, es dirigierte Marc Albrecht. Die Aufführung wurde von NTR live übertragen und von einer Reihe europäischer Sender später ausgestrahlt, darunter ARD und ZDF.

## Wettbewerbe
- 2011 Grand Prix bei der Ivan Alchevsky International Singing Competition in Charkiw
- 2012 Semifinalistin beim Internationalen Hans-Gabor-Belvedere-Gesangswettbewerb in Wien
- 2012 Dritter Preis bei der VI Bulbul International Competition of Vocalists
- 2012 Erster Preis bei der Mykola Lysenko International Music Competition in Kiew